# Stacy Dragila
Stacy Dragila, född 25 mars 1971 i Auburn i Kalifornien, är en amerikansk friidrottare (stavhoppare). Dragila började som sjukampare men gick tidigt över till stavhopp. Hon blev historisk när hon 2000 blev den första kvinna att vinna olympiskt guld i stavhopp i Sydney. Dragila har även två guld från VM 1999 och 2001. Hon noterade sitt första av sju världsrekord 1999 när hon klarade 4,60 m.

## Personligt rekord
- Stavhopp - 4,83 m